# Colonia (departement)
Departementet Colonia (Departamento de Colonia) är ett av Uruguays 19 departement.

## Geografi
Colonia har en yta på cirka 6 106 km² med cirka 119 500 invånare. Befolkningstätheten är 20 invånare/km². Departementet ligger i Región Suroeste (Sydvästra regionen).
Huvudorten är Colonia del Sacramento med cirka 22 000 invånare.

## Förvaltning
Departementet förvaltas av en Intendencia Municipal (stadsförvaltning) som leds av en Intendente (intendent), ISO 3166-2-koden är "UY-CO".
Departementet är underdelad i municipios (kommuner).
Colonia inrättades den 27 augusti 1828 som 1 av de ursprungliga 9 departementen.